# 대악회
대악회는 국가무형문화재로 지정된 음악·무용 분야의 보존․전승과 국악의 연구개발을 위해 전수교육, 발표공연, 악서발간, 강습회 사업 실시를 목적으로 2001년 12월 28일 설립된 대한민국 문화체육관광부 소관의 사단법인이다. 사무실은 서울특별시 강남구 삼성동 112-2 (우: 135-090)에 있다.

## 주요 사업
국가무형문화재 지정 음악, 무용 분야 보존, 전수 및 보급과 국악의 연구개발을 목적으로 전수교육, 발표공연, 악서발간, 강습회 사업